# 東京都におけるLGBTの権利
本項では、東京都におけるLGBTの権利（とうきょうとにおけるエルジービーティーのけんり）について解説する。
東京都は、レズビアンやゲイ、バイセクシャル、トランスジェンダー（LGBT）が有する市民的権利についての法整備が、日本の自治体のなかで進んでいる地域の一つである。東京都世田谷区と渋谷区は、同性カップルのパートナーシップ制度を条例によって整備した最初の自治体であり、2022年11月には都道府県として10番目に同制度を導入した。また、さかのぼること2018年には、東京都は都道府県としては初めて「性的指向と性自認を理由とした差別を禁止する条例」を制定した。

## 同性カップルに対する法的承認

### 自治体によるパートナーシップ制度
2015年4月1日、東京都の渋谷区は、同性カップル向けに「パートナーシップ宣誓制度」、または「パートナーシップ証明制度」を提供することを公表した。この証明は法的には結婚証明書と認められないものの、病院での面会や入居などに関する民事問題について効力を発しうる。渋谷区役所は、同年10月28日から交付の受付を開始した。渋谷区の動向をうけ、これらの問題について協議するため、日本の政権与党である自由民主党内で「家族の絆特命委員会」が2015年3月に組織された。本件に関連して、法務省の官僚は「同性間のパートナーシップを認めることを禁じる法制になっていないので、（条例案は）法律上の問題があるとはいえない」との見解を示した。同年7月世田谷区は、パートナーシップ証明書を渋谷区と同時の11月5日から発行することを公表した。
2021年5月19日、足立区、江戸川区、渋谷区、世田谷区、豊島区、中野区、港区、国立市、小金井市、国分寺市、府中市、文京区、以上東京都の12の自治体は、相互にパートナーシップ制度について情報交換を行う連携組織「東京都パートナーシップ制度導入自治体ネットワーク」を立ち上げた。北区、荒川区、多摩市、武蔵野市でも同様の制度がすでに整備されているほか、町田市では2023年3月を目標に同制度の導入が進められ、同年4月1日にパートナーシップ宣誓制度を盛り込んだ条例を施行する予定。

### 東京都によるパートナーシップ制度
2021年6月7日、東京都議会はパートナーシップ制度創設の請願を、本会議において全会一致で採択した。この請願は、LGBT活動家らによって呼びかけられ、1万8千筆の署名を集めた。東京都の小池知事は同制度への賛意を示したうえで、「都としてどのような形で進めていくのか、さまざまな調査やすでに実践している自治体も参考にしながら対応していく」とコメントした。翌2022年6月15日、東京都議会は「東京都パートナーシップ宣誓制度」を盛り込んだ改正人権尊重条例を、全会一致で可決させた。同制度は、企業を始めとした団体に対し、同性パートナーシップを婚姻と同様に扱うよう命ずるもので、宣誓したカップルには家族向け住居への入居や病院での面会権が認められるほか、養子が世帯の一員として尊重される。登録を行う条件として、両者のうち片方が東京都の住民、あるいは通勤先が東京都でなくてはならない。東京都パートナーシップ宣誓制度は同年10月10日に受付を開始し、11月1日から正式に開始された。これにより、東京都は、都道府県としては10番目に同様の制度を導入した、日本国内で人口最多の自治体となった。東京都は2022年12月31日の段階で、407組の同性パートナーシップ宣誓を、2023年1月31日現在では516組の宣誓を受理している。東京都はまた、2015年以降に同様の制度を設けた都内各市区とのあいだに連携協定を結び、これらの市区で登記されたパートナーシップを都内全域でも承認・確認が行えるよう整備した。なお、2023年現在、都は他府県とのあいだには連携協定を結んでいない。

### 訴訟

#### 同性カップルの不貞行為に関する訴訟
2020年3月4日、東京高等裁判所は、同棲する同性カップルには異性間の内縁関係（事実婚）と同等の法的利益が認められるべきとする判決を下した。本判決により、原告の同性間の関係に正当性が認められ、これまで事実婚に限られていた、7年間連れ添ったレズビアンのパートナーに対する不貞行為の訴えも同様に認められることとなった。最高裁判所は2審判決を支持し、2021年3月18日、不貞行為を働いた女性側の上告を棄却した。

## 養子縁組と家族計画
日本国内では現在、国単位では同性カップルが里親として養子を迎えることは法的には明確に認められていない。レズビアンのカップルや独身女性が体外受精・人工授精を行うことも認められていない。
2021年4月、足立区は東京都の区としては初めてパートナーシップ・ファミリーシップ制度を設けた。同制度は、同性カップルの子どもを含めて家族と認めるもので、パートナーにも子どもの医療に関する決定権が与えられるほか、幼稚園・学校への送迎が認められる（以前は実の両親にのみ送迎が認められていた）。世田谷区は2022年11月、既存のパートナーシップ制度を改正し、パートナーの子どもを含めた家族関係の宣誓が可能とした。
都のパートナーシップ証明書は、パートナーシップに子どもの名前を含められるよう設計されている。家族内の子どもに対して同性パートナーが有する権利と責任の範囲は、まだ正式には決定されていない。

## 差別の禁止とヘイトスピーチ規制
2018年10月、東京都議会は、雇用の場も含めた、性的指向と性自認を理由としたすべての差別を禁止する条例、「東京都オリンピック憲章にうたわれる人権尊重の理念の実現を目指す条例」を制定した。2019年4月に施行された本条例は、都に対し、LGBTに対する関心を高め、「人権の価値を都の隅々にまで根付かせるために必要な施策を行う」ことも義務づけた。同条例はまた、公共の場でヘイトスピーチをおこなうことを違法とした。これに先立ち、渋谷区と世田谷区はLGBT当事者に対する保護を明記した条例を制定している。
1990年4月、東京都教育委員会は、管理下の「青年の家」について、同性愛者の団体「動くゲイとレズビアンの会」は「秩序を乱す恐れ」があるなどとして、その宿泊利用を認めない不承認処分を決定した。これに対し同団体は、「差別的な取り扱いであり人権侵害にあたる」として、翌年2月東京都を提訴、約3年間の法廷闘争の末、1994年3月に団体側が完全勝訴した。同年4月、東京都は東京高裁に控訴するも、1997年9月団体側が再び勝訴、これに対して都側は上告せず、原告団体の勝訴が確定した。この通称「府中青年の家」裁判は、東京に留まらず広く日本全体に、同性愛者の人権を社会や政治の中に定着させる嚆矢となった。またこの判決は、政府主導の他の分野における差別には影響を及ぼしていないものの、民事裁判において市民権に関する判例として参照されている。

## LGBT史

### 政治
LGBTと政治に関する歴史において、東京都は数々のできごとの舞台となってきた。
2003年、世田谷区議会選挙に出馬した上川あやが、トランスジェンダーを公表した候補者として、日本史上初めて選挙に当選した。上川は無所属で出馬したが、虹と緑（のちにみどりの未来として発展解消）の支援を受けて当選した。

2010年、当時の東京都知事、石原慎太郎は、ゲイ・レズビアンについて「どこかやっぱり足りない感じがする。遺伝とかのせいでしょう。マイノリティーで気の毒ですよ」と発言したことで、国際的な批判を浴びた。
2011年には、日本史上初めてオープンリー・ゲイの議員が2名選出された。一人目である石川大我は豊島区議会選挙に出馬し、当選した。石川は、2002年に出版した著書、『ボクの彼氏はどこにいる？』でカムアウトし、日本国内に住む男性同性愛者向けの支援をおこなうNPOを組織した。二人目である石坂わたるは、同時期に行われた中野区議会選挙に出馬し、当選を果たした。
石川はまた、2019年に行われた第25回参議院議員通常選挙に立憲民主党から出馬し、オープンリーゲイとしては初めて参議院議員に選出された。当選後、石川は、任期6年以内に同性婚を合法化し、差別禁止法を制定させることを公約として誓った。
2017年の第48回衆議院議員総選挙期間中、当時の東京都知事の小池百合子によって新たに結党した希望の党は、LGBTに対する差別の解消を公約とした。